# Historisches Territorium
Im Bereich der Geschichtswissenschaft werden die Herrschaftsgebilde des Heiligen Römischen Reiches als „historische Territorien“ bezeichnet. 
Gemeint ist damit ein Gerichtsgebiet, dessen Inhaber als Landesherr galt. Dieser konnte auch eine Reichsstadt oder eine kirchliche Korporation sein. Die Territorien waren oft von anderen Herrschaftsansprüchen (verschiedene Gerichtsbarkeiten in verschiedenen Händen) durchsetzt und erst im Verlauf des späten Mittelalters und der frühen Neuzeit entwickelten sie sich zu mehr oder weniger geografisch geschlossenen Herrschaftsbereichen, die zunehmend als Territorialstaaten bezeichnet werden können. Während dieses als Territorialisierung bezeichneten Vorgangs entstanden allerdings noch keine Staaten im modernen Sinne (vgl. Allgemeine Staatslehre). Die Territorien zeichneten sich durch den Dualismus von Landesherrn auf der einen Seite und Landständen auf der anderen Seite aus. Die moderne zentralistische Staatsform entwickelt sich erst allmählich seit dem 18., besonders aber seit dem 19. Jahrhundert.